# Billy Talent (album)
Pour l’article homonyme, voir Billy Talent.
Albums de Billy Talent
Watoosh! Billy Talent II
Singles
1. Try Honesty
Sortie : 1er Septembre 2003
2. The Ex
Sortie : 23 décembre 2003
3. River Below
Sortie : 5 juillet 2004
4. Nothing to Lose
Sortie : fin 2004

Billy Talent est le deuxième album de Billy Talent (le premier album étant sous le nom de Pezz). Cet album a été certifié triple platine (300 000 ventes) au Canada en janvier 2007.

## Chansons
Toutes les chansons sont écrites par Billy Talent
| No  | Titre                 | Durée |
| --- | --------------------- | ----- |
| 1.  | This Is How It Goes   | 3:27  |
| 2.  | Living in the Shadows | 3:15  |
| 3.  | Try Honesty           | 4:13  |
| 4.  | Line & Sinker         | 3:37  |
| 5.  | Lies                  | 2:58  |
| 6.  | The Ex                | 2:40  |
| 7.  | River Below           | 3:00  |
| 8.  | Standing in the Rain  | 3:20  |
| 9.  | Cut the Curtains      | 3:50  |
| 10. | Prisoners of Today    | 3:53  |
| 11. | Nothing to Lose       | 3:38  |
| 12. | Voices of Violence    | 3:10  |

## Classements

### Album
| Album        | Position dans les charts | Position dans les charts | Position dans les charts | Position dans les charts | Position dans les charts |
| Album        | Drapeau du Canada        | Drapeau des États-Unis   | Drapeau du Royaume-Uni   | Drapeau de l'Allemagne   | Drapeau de l'Autriche    |
| ------------ | ------------------------ | ------------------------ | ------------------------ | ------------------------ | ------------------------ |
| Billy Talent | 6                        | 194                      | 124                      | 97                       | 38                       |

### Singles
| Try Honesty     | 68 |
| The Ex          | 61 |
| River Below     | 70 |
| Nothing to Lose | -  |